# Kazeyomi
Kazeyomi (かぜよみ? lett. "Lettura al vento") è il sesto album studio della cantante giapponese Maaya Sakamoto, pubblicato il 14 gennaio 2009 dalla Victor Entertainment. La prima tiratura del disco è stata pubblicata con allegato un DVD-ROM contenente i video musicali di Saigo no kajitsu, Triangler ed Ame ga furu.

## Tracce
1. Vento
2. Triangler (トライアングラー)
3. Kazemachi Jet: Kazeyomi Edition (風待ちジェット～kazeyomi edition)
4. Remedy
5. Ame ga furu (雨が降る)
6. Get No Satisfaction!
7. Ao no ether (蒼のエーテル)
8. Shitsuren cafe (失恋カフェ)
9. Sonic Boom
10. Peanuts (ピーナッツ)
11. Saigo no kajitsu (さいごの果実)
12. Colors
13. Kazamidori (カザミドリ)
14. Guitar hiki ni naritai na (ギター弾きになりたいな)

## Classifiche
| Classifica           | Posizione massima |
| -------------------- | ----------------- |
| Oricon Weekly Albums | 3                 |